# Ángel Justiniano Carranza
Ángel Justiniano Carranza (Buenos Aires, 5 de septiembre de 1834-Rosario, 11 de mayo de 1899) fue un abogado, literato, historiador y biógrafo argentino. Ejerció su profesión de doctor y abogado casi exclusivamente en la función pública, siendo un notable publicista. Desempeñó numerosas comisiones, empleos y cargos públicos; entre los que destacan el de  juez, auditor general de la Marina de Guerra de su país (marina nacional de la República Argentina, cargo que ocupó desde 1881 y hasta su muerte) y auditor de guerra en la campaña del Chaco Austral. También fue jefe de la comisión científica reconocedora del río Juramento (Salado), ocasión en la que atravesó el Gran Chaco desde los desiertos de la Cangallé hasta Salta.

## Estudios
Realizó sus estudios primarios en la escuela pública del convento de Santo Domingo (Ciudad de Santiago del Estero). Desde mediados de 1847 y hasta 1850, cursó sus estudios de nivel secundario en el Colegio Republicano (Ciudad de Buenos Aires, dirigido por los señores Magesté y Larroque, los que completó con estudios preparatorios en humanidades, matemáticas y filosofía que se dictaban en la Universidad de Buenos Aires(UBA).
Tras su estudios universitarios preparatorios, en 1851, cursó un año de la carrera de medicina (Departamento de Medicina, antecedente de la actual Facultad de Medicina de la Universidad de Buenos Aires, UBA), estudios que abandonó para dedicarse a la carrera de Derecho y Ciencias Sociales de la UBA, donde se recibió de doctor (1856) y de abogado (1863).

## Actuación pública
Desempeñó puestos públicos de importancia en que tuvo oportunidad de demostrar sus múltiples facultades y prestar servicios de positiva utilidad:
- auditor de guerra por su país de la campaña del Chaco Austral;
- auditor general de la Marina de Guerra argentina en momentos en que el arma se encontraba en pleno proceso de organización y profesionalización (1881-1897);
- jefe de la comisión científica reconocedora del río Juramento (Salado), ocasión en la que atravesó el Gran Chaco desde los desiertos de la Cangallé hasta Salta.
- comisionado por el gobierno argentino para participar en las celebraciones españolas del IV Centenario del Descubrimiento de América, en 1892, como delegado de la Exposición Histórico-Americana de Madrid. En ese encuentro participaron también Luis L. Domínguez (1819-1898), literato e historiador que desempeñaba entonces el cargo de ministro plenipotenciario en Londres y Vicente Gregorio Quesada (1830-1913), otro notable diplomático e historiador argentino, especialista de la historia colonial.;
- relator del superior tribunal de justicia en su sala de lo civil en su país;
- juez de 1º instancia en lo criminal en su país;
- miembro de la comisión clasificadora de la Deuda de la Confederación Argentina;
- presidente de la comisión liquidadora de la Deuda de la Independencia y Brasil, en la República Argentina;
- miembro de la comisión revisora y examinadora del texto original del Registro Nacional;
- comisionado por el gobierno argentino para contestar el cuestionario remitido por el Congreso Internacional de Londres reunido con objeto de estudiar la reforma penitenciaria;
- comisionado por su país para escribir la memoria histórica de los derechos argentinos en la cuestión de límites con el Paraguay;
- redactor del código de la armada nacional de su país;
- encargado de la provincia de Buenos Aires para la formación del registro de embargos, inhibiciones e hipotecas;
- vocal de la comisión revisora de las ordenanzas generales para la armada de su país;
- miembro de la comisión especial de Historia Argentina y del jurado de Comisiones Científicas en la exposición continental.

## Numismático
Es digno de destacar el archivo que formó durante su fecunda vida y que fue adquirido posteriormente por el gobierno del presidente Julio Argentino Roca para formar el Archivo Histórico Nacional, donde se encuentra todavía.

## Reconocimientos y condecoraciones
Fue declarado hijo adoptivo por el ayuntamiento de Lebrija, mandando su nombre fuera incluido en la nomenclatura de sus calles.
Asimismo, hijo predilecto de la Villa de Villalba de Losa.
El gobierno argentino le ofreció una medalla de oro por la campaña al Chaco.
Obtuvo la condecoración de segunda clase de la orden del Mérito Naval de España y la gran cruz de la misma con distintivo blanco.
Le fueron otorgadas condecoraciones de las reales academias de la lengua española y de la historia de Madrid, y el collar de oro de la de ciencias portuguesa.

## Obras
- Campañas navales de la República Argentina (Cuadros históricos), Índices onomásticos, Secretaría de Estado de Marina / Depto. de Estudios Históricos Navales, Col. Historia Naval Argentina, Buenos Aires, 1962 (2.ª edic.)
- La Revolución del 39 en el sur de Buenos Aires, Edición aumentada con un prólogo de D. José Juan Biedma, Casa Vaccaro, Buenos Aires, 1919
- El almirante Vernon en las aguas de Nueva Granada. 1739-1741 / Memoria leída por el Doctor Ángel Justiniano Carranza, Imp. "La Opinión", Buenos Aires, 1874
- Bosquejo histórico acerca del doctor Carlos Tejedor y la conjuración de 1839, Imprenta de Juan A. Alsina, Buenos Aires, 1879.
- Libros capitulares de Santiago del Estero, Imprenta Europea, Buenos Aires, 1882
- Expedición al Chaco austral bajo el comando del gobernador de estos territorios coronel Francisco B., Imprenta Europea, Buenos Aires, 1884
- El general Lavalle ante la justicia póstuma, Tercera edición revisada y aumentada, Igón Hermanos, Buenos Aires, 1886. XLVIII